# 塔尼塔尼山
14°0′55″S 69°57′20″W / 14.01528°S 69.95556°W
塔尼塔尼山（Tani Tani），是秘魯的山峰，位於該國東南部普諾大區，由卡拉瓦亞省的科瓦薩區負責管轄，屬於安地斯山脈的一部分，海拔高度4,806米。